# George Romney

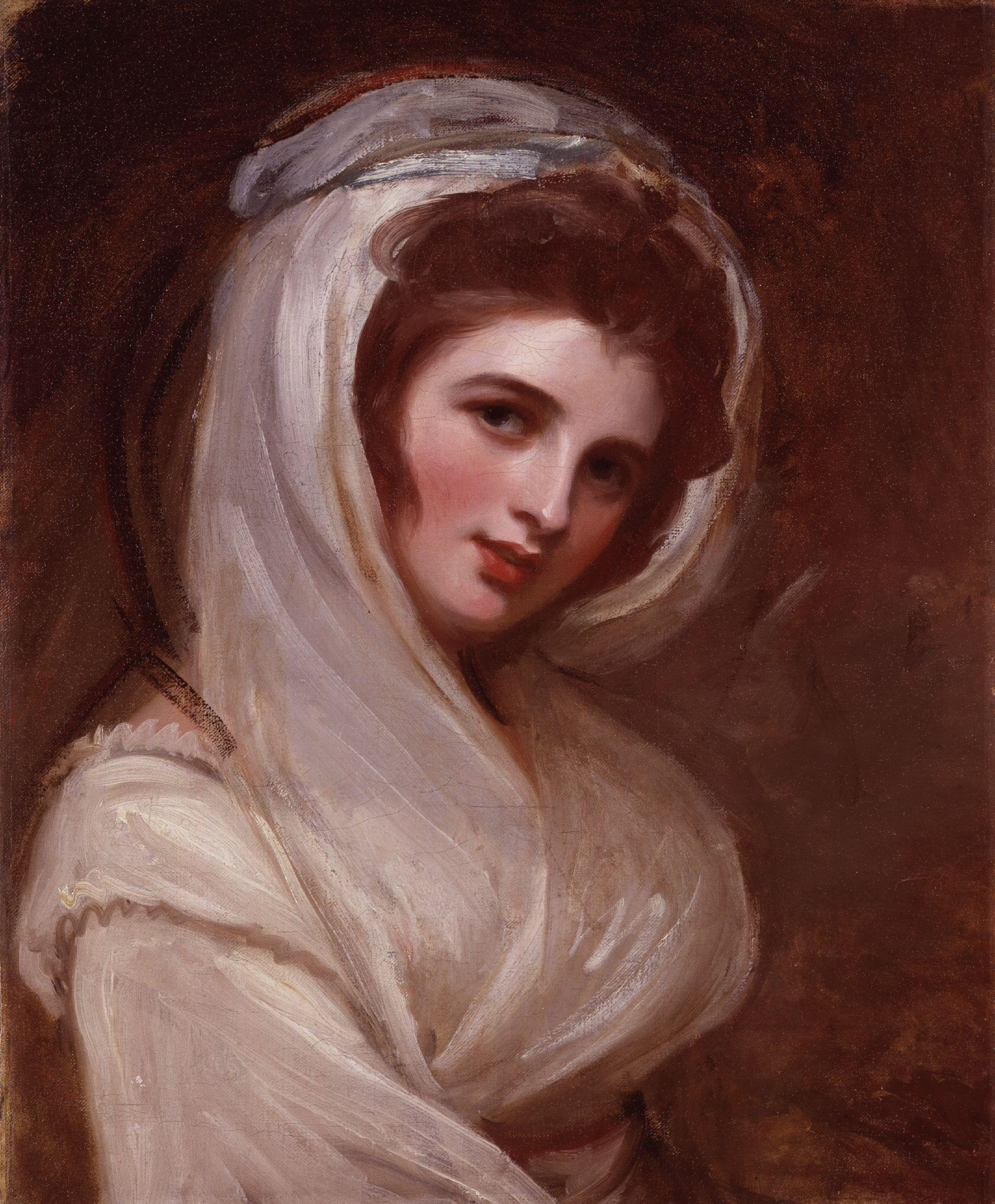
Emma, Lady Hamilton (1785).

George Romney (Dalton-in-Furness, Lancashire, 15 de dezembro de 1734 - Kendal, Westmorland, 15 de novembro de 1802) foi um pintor inglês. Ao lado de Reynolds, Gainsborough e Ramsay, Romney completa o círculo de pintores que lideraram a retratística londrina na segunda metade do século XVIII. Paralelamente aos retratos de importantes personalidades, executou graciosas imagens infantis, muito admiradas por seu frescor, e obras de temas históricos. Após uma temporada na Itália, orientou seu estilo rumo ao neoclassicismo, sob cujo signo produziu belos esboços. Emma Hart, futura Lady Hamilton, foi sua mais notória e última musa, estabelecendo nova inflexão em sua arte.

## Infância, juventude e treinamento
Romney nasceu em Beckside, em Lancashire (atualmente parte de Cúmbria. Ele foi o terceiro de onze filhos de John Romney e Anne Simpson. Criado em uma casa de campo chamada High Cocken na atual Barrow-in-Furness, ele estudou na proximidade, em Dendron. Ele teria sido um aluno indiferente aos estudos e foi retirado da escola aos 11 anos para ser aprendiz no negócio do pai, que fazia armários. 
Ele provou ter uma habilidade natural para desenhar e criar coisas a partir da madeira – incluindo violinos (os quais ele tocou ao longo de sua vida). A partir dos 15 anos, ele teve aulas de arte informais com um relojoeiro local chamado John Williamson, mas os estudos dele se tornaram mais intensos em 1755, quando ele começou a frequentar Kendal, aos 21 anos, para ser aprendiz por quatro anos do artista local Christopher Steele – um portraitista que chegou a estudar com o famoso artista francês Charles-André van Loo. O processo foi custeado pelo pai de Romney. 
Em outubro de 1756, Romney se casou com Mary Abbot, mas o casal se separou imediatamente quando ele foi chamado a Iorque à negócios. Após um ano, Steele concordou em cancelar a aprendizagem a pedido de Romney, deixando o jovem artista – que já havia tido um filho – livre para ir atrás da própria carreira como pintor.

## Obra

### Cúmbria
Em 1757, Romney retornou à esposa e ao filho em Kendal, trabalhando como um pintor de retratos, de paisagens e histórico. Nesse período, ele ficou amigo de Adam Walker, um inventor e escritor, que também tinha interesse em música. Em março de 1762, Romney deixou a esposa, filho e filha – sendo que esta morreria em 1763 – para tentar a sorte em Londres, onde ele permaneceu (com exceção de algumas visitas a Cúmbria) até 1799. Ao longo da separação, ele manteve contato com a família e os sustentou financeiramente, mas a esposa e os filhos nunca chegaram a morar com ele na capital.

### Londres
Em 1763, Romney submeteu uma pintura dele, The Death of General Wolf, em uma competição da Royal Society of Arts. De acordo com amigos de Romney, ele ficou em segundo lugar e recebeu um prêmio de 50 guineas, moeda da época, mas o valor foi reduzido para 25 guineas devido a questionamentos que foram feitos à obra. Acredita-se que Sir Joshua Reynolds estava por trás dessa decisão, um fato que poderia explicar a aversão que os dois artistas cultivaram um pelo outro ao longo da vida.
Apesar do sucesso que Romney teria mais tarde, ele nunca foi convidado para se juntar a Royal Academy of Arts (formada em 1768), apesar de ter recebido pedidos para ter exibições lá – ele também nunca se candidatou para participar. Essa decisão custou a Romney significativo patrocínio real e apoio de outros na Academy. Apesar de haver muita especulação sobre a natureza do relacionamento dele com a Academy, não restam dúvidas de que ele normalmente mantinha distância, defendendo que um bom artista poderia ser bem-sucedido sem ser um membro da instituição. A própria carreira dele sustentou essa crença, e foi apenas no final da vida que ele expressou algum arrependimento em relação a essas opiniões.
Os primeiros anos dele na capital foram marcados por certas dificuldades financeiras. Em setembro de 1764, ele viajou a Paris (com o amigo e advogado Thomas Greene) por algumas semanas para estudar os trabalhos dos velhos mestres (viajar a outro país era visto como um requisito para artistas em treinamento, visto que as oportunidades de consumir arte em Londres eram limitadas). Em 1765, ele ficou novamente em segundo lugar na competição da Royal Society of Arts e recebeu 50 guineas. Em 1768, ele conheceu Richard Cumberland, o dramaturgo, cujo retrato Romney pintou, e que o ajudou a entrar em contato com mecenas influentes. Ele também ficou amigo do pintor de miniatura Ozias Humphrey.
O ano de 1769 representou grande avanço para Romney. Ele exibiu um grande retrato de Sir George Warren e sua família na Free Society of Artists, que foi muito admirado e ajudou a dar a base para a futura popularidade do pintor. Em 1770, Romney começou a exibir suas obras na Society of Artists of Great Britain, em vez da rival Free Society of Artists. 

### Itália
Em 1772, Romney já tinha segurança financeira suficiente para fazer sua jornada (com Ozias Humphrey) a Itália para estudar os grandes artistas do passado. Ele partiu em março, passando pela Europa (via Paris, Lyon, Marselha, Nice, Génova, Livorno, Florença e Pisa) e chegou a Roma em junho. Uma carta de apresentação permitiu que ele conhecesse o Papa Clemente XIV, que permitiu que Romney instalasse andaimes no Vaticano para estudar os afrescos de Rafael. Ele passou 18 meses em Roma estudando e fazendo esboços das obras de arte exibidas na cidade. Ele voltou a Londres em julho de 1775 (via Florença, Bolonha, Veneza, Parma e Turim) após ficar distante por dois anos

### Final da carreira
Ao retornar a Londres, em 1775, Romney se mudou para a Cavendish Square, em uma casa que havia pertencido ao famoso portraitista Francis Cotes. Ele estava com uma dívida considerável, não apenas devido aos próprios gastos, mas também por conta de ter que arcar com as dívidas do irmão Peter, um artista dissoluto. No entanto, o Duque de Richmond e seu círculo de amigos ofereceram comissões que ajudaram  o artista a se reerguer. Entre 1776 e 1777, Romney conheceu William Hayley, o que originou uma duradoura amizade com o escritor, e pintou retratos para ele.
O ano de 1782 marcou um novo capítulo na vida de Romney. Foi nesse ano em que ele conheceu Emma Hamilton (na época, ainda chamada Emma Hart) pela primeira vez. Ela se tornou a musa dele e Romney pintou mais de 60 retratos dela em várias poses, e às vezes representando figuras históricas ou mitológicas. Ele também pintou vários outros contemporâneos, incluindo a artista Mary Moser.
Em 1797, Romney deixou o estúdio dele na Cavendish Square, número 32, onde ele tinha trabalhado por mais de 20 anos, para se mudar para Holly Bush Hill em Hampstead. Em Hampstead, Romney embarcou em uma série de caros projetos de construção, e vendeu a casa dois anos depois. A Romney's House é agora um ponto turístico. 
No verão de 1799, com a saúde debilitada, e após uma ausência de quase 40 anos, Romney retornou à esposa Mary em Kendal. Ela cuidou dele durante os próximos dois anos, até a morte dele em novembro de 1802. Ele foi enterrado no cemitério da St Mary's Church, em Dalton-in-Furness.
George Romney é parente dos empresários e políticos norte-americanos George W. Romney (1907–1995) e Mitt Romney (nascido em 1947); o antecessor deles, Miles Romney, era primo de primeiro grau de George Romney.